# Garganta de los Caballeros
La garganta de los Caballeros es un curso de agua en la parte occidental de la Sierra de Gredos, provincia de Ávila, España. Nace en el término municipal de Navalonguilla, en la laguna homónima a unos 2.000 metros de altura cerca del pico de la Covacha. Desemboca en el río Tormes, tributario del Duero entre las localidades de Navatejares y Los Llanos de Tormes.
La totalidad de su curso se encuentra dentro del área de protección del parque regional de la Sierra de Gredos.

## Descripción
Esta garganta posee varios cotos de pesca sin muerte de truchas, así como pozas naturales de aguas cristalinas en las que es posible el baño. La más concurrida se encuentra en el cruce de la garganta con la carretera que discurre entre el núcleo principal de Navalonguilla y su anejo de Navalguijo (carretera AV-P-537). Aquí empieza uno de los cotos de pesca, que se extiende hasta el puente de Tormellas de la misma vía.

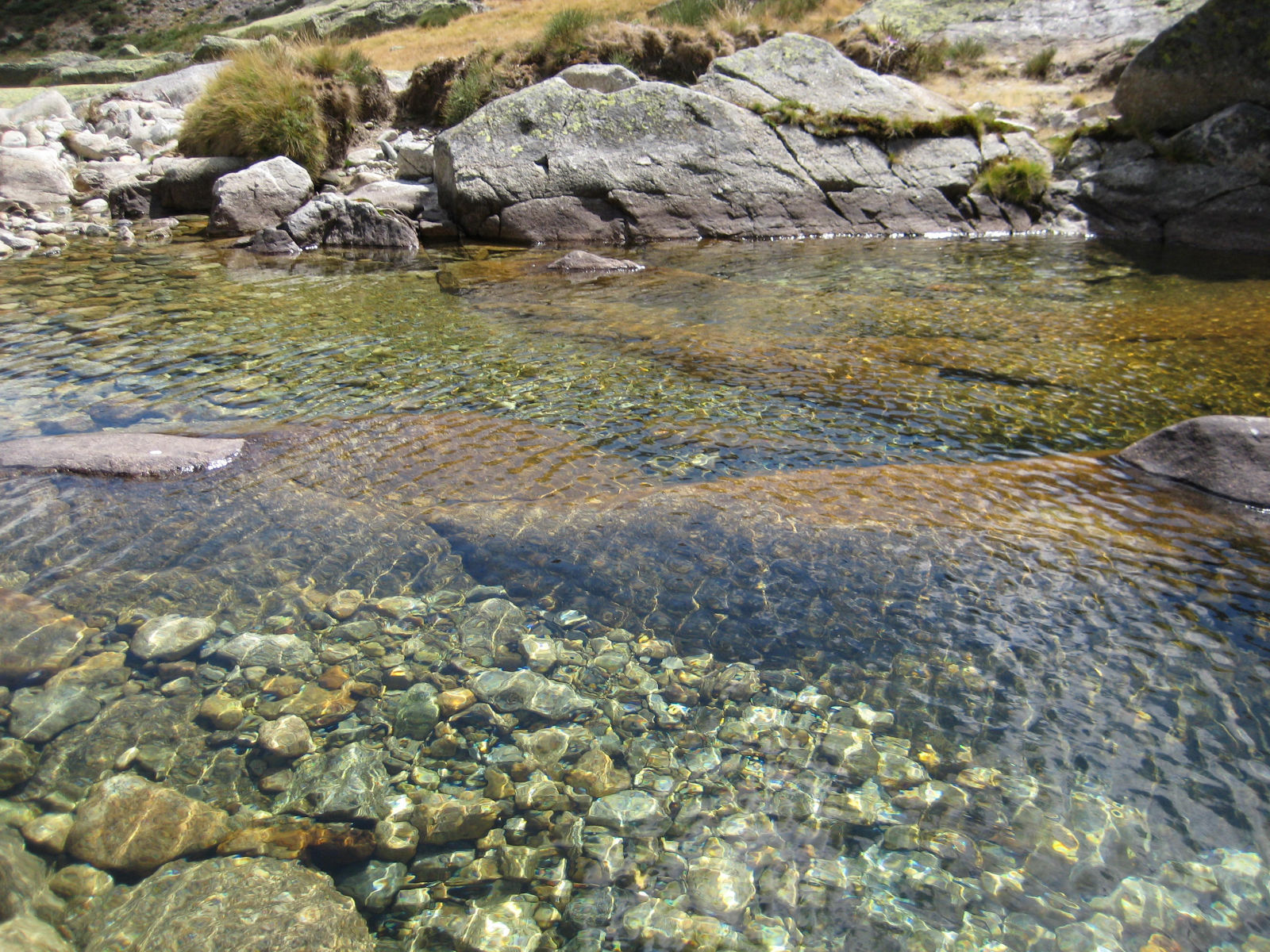
Poza en la Garganta de los Caballeros.

Son afluentes de esta garganta por el oeste:
- Garganta de Galín Gómez a la altura del puente en la cerca de la localidad de Tormellas.
- Arroyo de la Lanchuela a las afueras de Navalguijo, poco antes de llegar al pinar, junto al puente Arguijo.
- Arroyo del Horco que se precipita hacia la garganta formando la cascada conocida como chorrera del Lanchón.

Son afluentes de esta garganta por el este:
- Garganta Berrocosa a la altura del camping de Navalonguilla.
- Garganta del Cancho entre el refugio de Llanaíllas y la chorrera del Lanchón, al pie del cerro de la Camocha.

## PR-AV 40
El sendero PR-AV 40 (marcas blancas y amarillas) recorre 11 kilómetros del curso alto de la garganta desde Navalguijo hasta la laguna avanzando paralelo al cauce. La Garganta se muestra angosta al principio, con diminutas pozas y mucha rocas. Tras cruzar un canchal la Garganta se abre, volviéndose más llana. Existen dos refugios en este sendero:
- Refugio de Llanaíllas, es un chozo con una portilla metálica y techo de paja. El refugio original era algo mayor y podemos ver sus ruinas unos pocos metros antes a la izquierda del sendero. Se encuentra poco antes de llegar a la mina abandonada de blenda.
- Refugio de los Malacatones, con el techo de teja, más grande y completamente restaurado.

A lo largo de todo este sendero pueden encontrarse cabras hispánicas. En los últimos años además han vuelto a aparecer ciervos venidos de la provincia de Cáceres.
Respecto a animales menores, se pueden encontrar perdices, conejos y zorros.